# Conothele taiwanensis
Conothele taiwanensis is een spinnensoort in de taxonomische indeling van de valdeurspinnen (Ctenizidae).
Het dier behoort tot het geslacht Conothele. De wetenschappelijke naam van de soort werd voor het eerst geldig gepubliceerd in 2003 door Tso, Joachim Haupt & Zhu.